# Saint-Privat-du-Fau
Saint-Privat-du-Fau (okzitanisch: Sent Privat del Fau) ist eine südfranzösische Gemeinde mit 113 Einwohnern (Stand: 1. Januar 2022) im Département Lozère in der Region Okzitanien. Die Gemeinde gehört zum Arrondissement Mende und zum Kanton Saint-Alban-sur-Limagnole. Die Einwohner werden Privatains genannt.

## Lage
Saint-Privat-du-Fau liegt im Bergland Margeride, in der historischen Landschaft des Gévaudan. Umgeben wird Saint-Privat-du-Fau von den Nachbargemeinden Julianges im Norden und Nordwesten, Paulhac-en-Margeride im Osten und Nordosten, Le Malzieu-Forain im Süden und Südosten sowie Saint-Léger-du-Malzieu im Westen und Südwesten.

## Bevölkerungsentwicklung
| Jahr                       | 1962 | 1968 | 1975 | 1982 | 1990 | 1999 | 2006 | 2018 |
| Einwohner                  | 242  | 213  | 202  | 156  | 120  | 118  | 129  | 118  |
| Quellen: Cassini und INSEE |      |      |      |      |      |      |      |      |

## Sehenswürdigkeiten
- Kirche Saint-Privat aus dem 12. Jahrhundert